# Baie de Saint-Ouen
La baie de Saint-Ouen est la plus grande baie de l'île de Jersey. Elle s'étend sur toute la côte ouest de Jersey, notamment le long de la paroisse de Saint-Ouen qui lui a donné son nom.
La baie de Saint-Ouen est plus grande que la baie de Saint-Aubin située au sud de l'île. Trois paroisses la bordent de leurs grèves sur une longueur de huit kilomètres :
- Saint-Ouen,
- Saint-Brélade,
- Saint-Pierre.

La route qui longe cette baie s'appelle la Grande Route des Mielles, (mielle désignant en jersiais le mot français dune). Cette route est surnommée en jersiais la Route dé Chîn Milles (la route des cinq miles, soit huit kilomètres de longueur).